# Зеноага (Долж)
Зеноага (рум. Zănoaga) — село у повіті Долж в Румунії. Входить до складу комуни Леу.
Село розташоване на відстані 162 км на захід від Бухареста, 29 км на південний схід від Крайови.

## Населення
За даними перепису населення 2002 року у селі проживали 1365 осіб, усі — румуни. Усі жителі села рідною мовою назвали румунську.